# Anthurium wedelianum
Anthurium wedelianum är en kallaväxtart som beskrevs av Thomas Bernard Croat. Anthurium wedelianum ingår i släktet Anthurium och familjen kallaväxter.

## Underarter
Arten delas in i följande underarter:
- A. w. viridispadix
- A. w. wedelianum